# Lioba (Vorname)
Lioba ist ein weiblicher Vorname.

## Herkunft und Bedeutung
Der Name hat seinen Ursprung in der Gotischen Sprache und bedeutet die Liebe, die Liebende oder die Liebe gebende.

## Namenstag
Namenstag ist der 28. September, der Tag, an dem die Gebeine Liobas von Tauberbischofsheim in die Bergkirche St. Peter in Petersberg (Hessen) umgebettet wurden.

## Varianten
- Leobgyth: griechisch
- Leoba: englisch
- Ljuba, Lijuba: slawischer Sprachraum
- Lubina: sorbisch, ostfriesisch

## Bekannte Namensträgerinnen
- Lioba von Tauberbischofsheim (≈700/10–782), Missionarin und Äbtissin

- Lioba Albus (* 1958), deutsche Schauspielerin, Kabarettistin und Radiomoderatorin
- Lioba Baving (* 1965), deutsche Psychologin
- Lioba Betten (* 1948), deutsche Bibliothekarin und Verlegerin
- Lioba Braun (* 1957), deutsche klassische Sängerin
- Lioba Happel (* 1957), deutsche Schriftstellerin
- Lioba von Hörmann (1828–1899), deutsche Benediktinerin
- Lioba Huss (* 1965), deutsche Juristin, ehemalige Ministerialrätin und Richterin
- Lioba Munz (1913–1997), deutsche Benediktinerin und Künstlerin
- Lioba Reddeker (1961–2011), deutsche Kunstwissenschaftlerin und Kuratorin
- Lioba Theis (* 1957), deutsche Kunsthistorikerin
- Lioba Werth (* 1972), deutsche Psychologin und Hochschullehrerin
- Lioba Winterhalder (1945–2012), deutsche Bühnen- und Kostümbildnerin